# Corchorus urticifolius
Corchorus urticifolius là một loài thực vật có hoa trong họ Cẩm quỳ. Loài này được Wight & Arn. mô tả khoa học đầu tiên năm 1834.